# Stelle (album Loredana Errore)
Stelle è il quinto album in studio della cantante italiana Loredana Errore, e il suo primo album di cover, pubblicato il 28 ottobre 2022 dall'etichetta discografica Azzurra Music.

## Il disco
Il 18 ottobre 2022 la cantante annuncia tramite i suoi profili social e i canali discografici ufficiali, l'uscita di Stelle un album di nove cover più un inedito (il brano Nuova Terra), contenente nuove interpretazioni di brani cari alla cantante.
Il primo singolo estratto è Hai delle isole negli occhi di Tiziano Ferro.
Il disco ha esordito al terzo posto nella classifica di iTunes.

## Tracce
1. Sei nell’anima (di Gianna Nannini)
2. La sera dei miracoli (di Lucio Dalla)
3. Il mare d’inverno (di Loredana Bertè)
4. Almeno tu nell’Universo (di Mia Martini)
5. Miserere (di Luciano Pavarotti e Zucchero)
6. Adesso Tu (di Eros Ramazzotti)
7. Blu celeste (di Blanco)
8. Hai delle isole negli occhi (di Tiziano Ferro)
9. Nuova Terra
10. Quando finisce il male (di Renato Zero)